# Rivière Coulonge Est
Rivière Coulonge Est är ett vattendrag i Kanada.   Det ligger i provinsen Québec, i den sydöstra delen av landet, 110 km nordväst om huvudstaden Ottawa.
I omgivningarna runt Rivière Coulonge Est växer i huvudsak blandskog. Runt Rivière Coulonge Est är det mycket glesbefolkat, med 3 invånare per kvadratkilometer.